# Carmella DeCesare
Carmella Danielle Garcia (za svobodna DeCesare, * 1. července 1982) je americká modelka která byla magazínem Playboy zvolena jako Miss Duben 2003 a Mazlíček roku 2004. Je italského a španělského původu. Nejvíce známá je pro svoje působení ve WWE jako WWE Diva.

## Kariéra

### Modeling
Účastnila se soutěže v Clevelandu od Playboye která nesla název "Who Wants to Be a Playboy Centerfold?" a byla vybrána jako finalistka. V létě 2002 se ale odmítla účastnit natáčení zvláštních materiálů pro Fox. Pak si to ale rozmyslela a v říjnu 2002 byla rychle jmenována "nejkrásnější dívkou týdne" a v únoru 2003 "nejkrásnější dívkou měsíce". To vše předtím, než byla v roce 2003 zvolena Miss dubna.
V roce 2005 pózovala pro bikini kalendář a její fotka byla u měsíce března. Ten samý rok si nechala Carmella aplikovat prsní implantáty. V epizodě reality show od E!, Sladký život playmate, Carmella řekla, že její implantáty vypadaly falešné protože byly nové a dosud nebyly plně uhrazeny. V roce 2004 bylo vydáno dokumentární DVD ze slavnostního předávání ceny časopisu Playboy. Neslo název "Playmate roku 2004: Carmella DeCesare".

### World Wrestling Entertaiment
Svůj debut ve WWE udělala Carmella jako soutěžící v Diva Search 2004.

## Osobní život

### Zatknutí
10. září 2004 se hájila u soudu v Clevelandu ve státě Ohio jako nevinná k útoku v bitce v baru která se uskutečnila 21. srpna 2004 se ženou jménem Kristen Hine. Z obvinění byla zproštěna 12. ledna 2005 jako vinná. Byla odsouzena k čtyřiadvaceti hodinám veřejně prospěšných prací a pokutě 150$. Carmilla situaci okomentovala "Je to trapné být tady v situaci jako je tato".

### Manželství
Dne 21. dubna 2007 si vzala tehdejšího NFL hráče Jeffa Garciu. Svatba se uskutečnila na CordeValle Resort v San Martin v Kalifornii. Mají dceru jménem Presley, která se narodila 28. dubna 2008. Své druhé dítě, syna, pár přivítal v červnu 2009. Třetí dítě, opět syn jménem Jax se narodil 21. září 2010.
V květnu 2007 Carmella v rozhovoru s Calgary Sun naznačila, že teď, když má manžela, se bude stranit od Playboye. Je uvedena jako viceprezidentka své vlastní charity Garcia Pass It On Foundation.